# دزدی دریایی در کارائیب

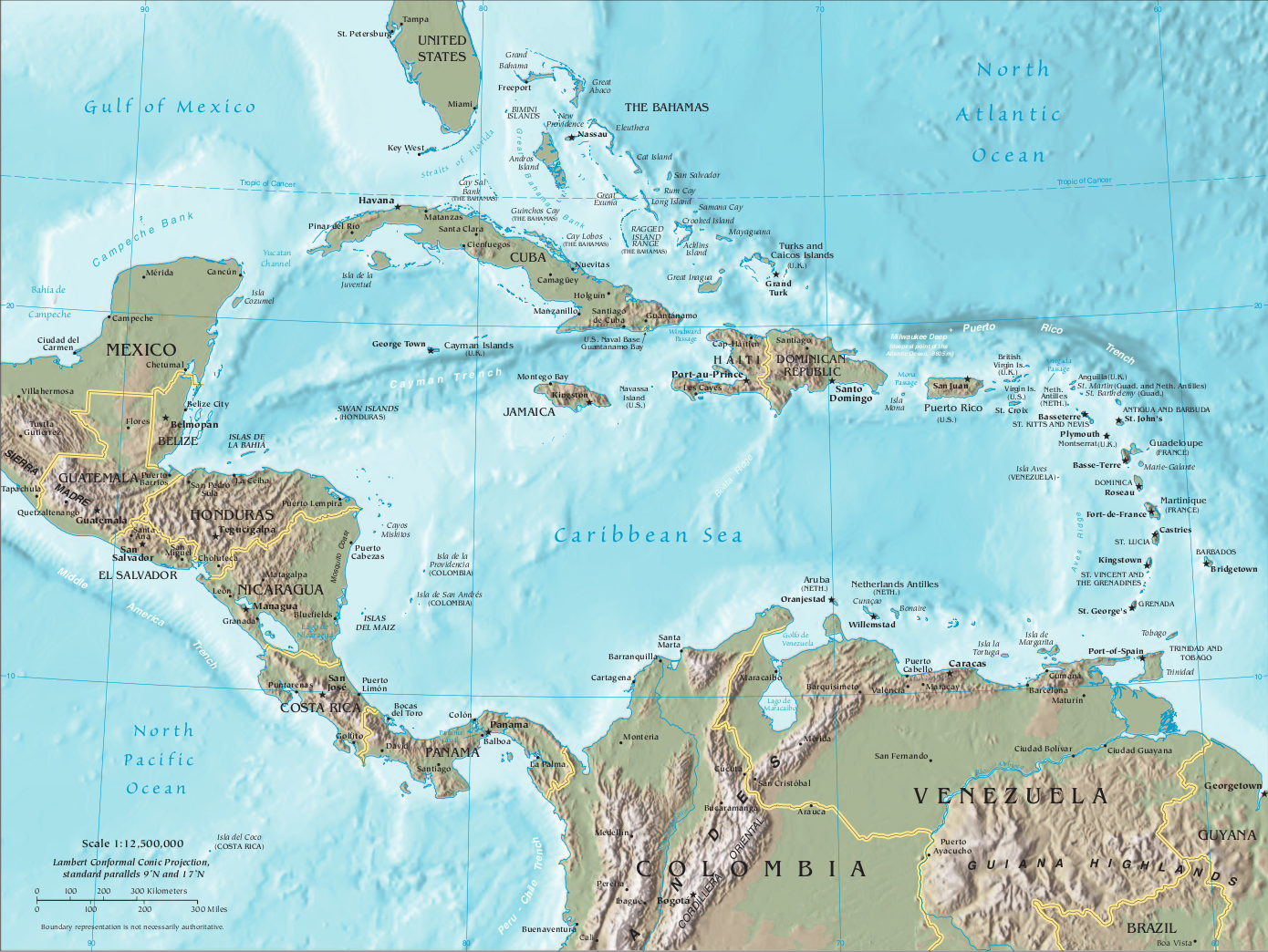
آمریکای مرکزی و دریای کارائیب

دوران دزدی دریایی در دریای کارائیب در دهه ۱۵۰۰ آغاز شد و در دهه ۱۸۳۰ پس از اینکه نیروی دریایی کشورهای اروپای غربی و آمریکای شمالی با مستعمرات در دریای کارائیب شروع به مبارزه با دزدان دریایی کردند، از بین رفت. دوره ای که دزدان دریایی در آن بیشترین موفقیت را داشتند، از دهه ۱۶۶۰ تا ۱۷۳۰ بود. دزدی دریایی در کارائیب به دلیل وجود بنادر دریایی دزدان دریایی مانند پورت رویال در جامائیکا، تورتوگا در هائیتی و ناسائو در باهاما رونق گرفت. دزدی دریایی در دریای کارائیب بخشی از یک پدیده تاریخی بزرگتر دزدی دریایی بود، زیرا این وضعیت نزدیک تمام مسیرهای تجاری و اکتشافی اصلی در پنج اقیانوس وجود داشت.

## دزدی دریایی در فرهنگ عامه
بسیاری از داستان‌های تخیلی مربوط به دزدان دریایی و دزدی دریایی در دریای کارائیب اتفاق می‌افتد.